# Andy Irvine (rugbyspeler)
Andy Irvine (Edinburgh, 16 september 1951) is een voormalig Schots rugbyspeler. In 2005 werd hij president van de Scottish Rugby Union.
Andrew Irvine volgde een opleiding op de George Heriot's School, waarna hij naar de Universiteit van Edinburgh ging.
Irvine speelde in de periode van 1972 tot en met 1982 51 wedstrijden voor het Schots rugbyteam. Driemaal speelde hij voor het British and Irish Lions, een invitatieteam voor spelers uit Groot-Brittannië.